# Avril Lavigne
Avril Ramona Lavigne (Belleville (Ontario), 27 september 1984) is een Canadees-Franse singer-songwriter en actrice.

## Biografie
Lavigne werd opgevoed door conservatieve ouders. Ze groeide op met het zingen van countrymuziek en in een kerkkoor en leerde zichzelf gitaar spelen. In 1998 trad Lavigne als 14-jarige op tijdens een concert in Ottawa van Shania Twain omdat ze een radiowedstrijd won. Toen ze 17 jaar oud was tekende ze een platencontract bij Arista Records, onderdeel van BMG. Ze verhuisde naar New York om aan een album te werken.
Haar pogingen om met de hulp van anderen nummers te schrijven die aan haar wensen voldeden mislukten. Daarom ging ze naar Los Angeles om te schrijven met hulp van Cliff Magness en een schrijversteam, The Matrix genaamd, dat eerder al nummers had geschreven voor Sheena Easton en Christina Aguilera. Deze nummers voldeden wel aan haar wensen, met gevolg het succesalbum Let Go.
Ze trouwde op 15 juli 2006 met Deryck Whibley, zanger van de Canadese poppunkgroep Sum 41. In september 2009 gingen ze uit elkaar. Lavigne kreeg daarna een relatie met Brody Jenner, die in januari 2012 verbroken werd. In juli 2013 trouwde ze met Chad Kroeger, de zanger van Nickelback. Op 2 september 2015 kondigde Lavigne aan dat het koppel uit elkaar ging.
In 2015 kreeg Lavigne te horen dat ze de ziekte van Lyme had waardoor ze weinig nieuwe muziek uitbracht. Haar volgend nummer Fly werd uitgebracht in april 2015 speciaal voor de Special Olympics World Summer Games 2015.
Tijdens haar lange ziektebed schreef ze het nummer Head above water. In het nummer beschrijft ze haar lijden; "Ik had al geaccepteerd dat ik dood zou gaan en voelde dat mijn lichaam ermee op ging houden. Het voelde als verdrinken, als een hunkering naar zuurstof terwijl ik onder water zat, niet in staat om te ademen." De single kwam uit op 19 september 2018. Op 12 december bracht ze haar tweede single Tell me it's over uit samen met de pre-order van het album Head above water.
In 2022 kreeg Lavigne een ster op de Hollywood Walk of Fame.

### Let Go
Op 5 juni 2002 bracht ze haar eerste album Let Go uit. Binnen zes maanden haalde ze met de verkoop van het album viervoudig platina. Van het album verschenen Complicated, Sk8er Boi, I'm with You en Losing Grip op single. Van het album Let Go werden wereldwijd 15 miljoen exemplaren verkocht. Het album vertoonde invloeden van poprock, alternative en grunge. Ruim een maand na verschijning verkreeg Let Go in de Verenigde Staten de platinastatus. Daarmee is het het op vier na bestverkochte album van 2003. In december 2003 is het ruim 6,7 miljoen keer verkocht in de Verenigde Staten en ruim 16 miljoen keer wereldwijd.

### Under My Skin
Op 25 mei 2004 verscheen haar tweede album Under My Skin, grotendeels geschreven in samenwerking met de Canadese zangeres Chantal Kreviazuk. Daarnaast zijn een paar tracks geschreven door Ben Moody (oprichter Evanescence), Butch Walker van Marvellous 3, haar voormalige leadgitarist Evan Taubenfeld en haar voormalige drummer Matt Brann. Kreviazuks echtgenoot, Raine Maida (voorman van Our Lady Peace) co-produceerde het album samen met Butch Walker en Don Gilmore.
Deze cd bevatte meer rocknummers dan haar eerste album met poppunk- en lichte post-grungegeluiden. Het debuteerde in dertien landen op één. Er verschenen vier singles van dit album: de leadsingle Don't Tell Me, My Happy Ending, Nobody's Home en He Wasn't. Op dit album stond ook het nummer Slipped Away ter herinnering aan haar overleden opa.
Lavigne ging, ter promotie van het album, in 21 steden toeren in de Verenigde Staten en Canada. Elk optreden van deze "Live and by Surprise"-tournee bestond uit een paar korte live-akoestische nummers van het album. Ze werd vergezeld door haar gitarist Evan Taubenfield. De optredens werden slechts 48 uur voor het begin van het concert bekendgemaakt. De tournee was erg populair en succesvol als promotiemiddel. Selecties van deze tournee staan op haar ep Avril Lavigne Live Acoustic.

### The Best Damn Thing
Lavigne maakte op 2 december 2004 bekend dat ze in maart 2005, na het afronden van haar Japanse tournee, de studio in zou gaan voor opnamen voor haar derde album. Een groot deel van de nummers hiervoor had ze al geschreven tijdens de Europese tournee in de herfst van 2004. Een ander deel had ze op haar antwoordapparaat ingezongen.
Lavignes derde album, The Best Damn Thing, verscheen midden april 2007. De eerste single daarvan was Girlfriend. Avril beschreef haar album als ondeugend, up-tempo en fris maar vooral met een eigen stijl. De tweede single van The Best Damn Thing was When You're Gone, een rockballad. Het derde nummer was Hot en kwam uit op 5 oktober 2007. De videoclip hiervan werd op 8 september 2007 opgenomen in New York. Op 4 maart 2008 ging haar "Best Damn Tour" van start. Ze begon haar tournee in de Verenigde Staten en ging daarna naar Europa en Azië. Ze stond op 20 juni 2008 in de Heineken Music Hall in Amsterdam en op 21 juni 2008 stond ze in Vorst Nationaal in Brussel. Op 9 september kwam de dvd The Best Damn Tour uit, met daarop een concertregistratie in Toronto, Canada.
Lavigne, die in het begin van haar carrière zich afzette tegen alles en iedereen, begint nu wat rustiger te worden; ze heeft haar stropdassen ingeruild voor haute couture-jurkjes van Gucci en is naast zangeres nu ook actrice. Ze heeft een contract bij modellenbureau Ford Models en stond model voor de make-uplijn van Chanel van herfst 2006. Ze heeft een filmrol in de misdaadfilm The Flock en een rol als serveerster in Fast Food Nation gespeeld. Ook heeft ze de stem van Heather, een buidelrat in de animatiefilm Over the Hedge, ingesproken. Ten slotte heeft ze het nummer Keep Holding On voor de film Eragon ingezongen. Deze staat op The Best Damn Thing.

### Goodbye Lullaby
Haar vierde album, Goodbye Lullaby verscheen in maart 2011. De eerste single hiervan, What the Hell, en de bijbehorende videoclip kwamen in januari uit. Hierna volgden ook de singles Smile en Wish You Were Here.
Op 30 april 2011 begon Lavignes Black Star Tour in Azië, die daarna verderging door Amerika en Europa, ter promotie van haar vierde studioalbum, Goodbye Lullaby. Op 13 september stond ze weer in de Heineken Music Hall in Amsterdam met als voorprogramma de band MakeBelieve en op 14 september stond ze ook weer in Vorst Nationaal in Brussel met als voorprogramma de band Vienna. De tournee eindigde op 18 februari 2012 in Maleisië.
Op 4 augustus 2011 lekten Won't Let You Go en I Will Be uit, die Leona Lewis als cover op single uitbracht. Deze is nooit officieel uitgebracht.

### Avril Lavigne
Drie maanden na de verschijning van Goodbye Lullaby vertelde Lavigne dat ze al was begonnen aan het nieuwe album. Het vijfde album zou muzikaal het tegenovergestelde zijn van Goodbye Lullaby door in plaats van "zachter en dieper, meer pop en vrolijk te zijn".
Het album, simpelweg Avril Lavigne geheten, was Lavignes eerste album onder Epic Records. De single Wish You Were Here werd echter ook al uitgegeven door hetzelfde label, hoewel het al op haar oude album stond. In april 2012 rondde ze haar vijfde studioalbum af. De eerste single van het nieuwe studioalbum was getiteld Here's To Never Growing Up en kwam uit op 9 april 2013. De bijbehorende video kwam op 9 mei uit. Het album kwam uit in november 2013. Vooraf werden al enkele songtitels bekendgemaakt, waaronder het nummer 17, dat ze eerder al ten gehore bracht bij haar show in de Viper Room. Op het album staan duetten met Marilyn Manson (Bad Girl) en haar echtgenoot Chad Kroeger (Let Me Go ). Het nummer Rock 'N Roll werd de tweede single van het album en kwam uit op 18 juli 2013.

### Head Above Water
Op 19 september 2018 kwam de single Head Above Water uit, Lavigne's eerste single sinds 2015. In het lied zingt ze over haar strijd tegen de ziekte van lyme. Op 12 december 2018 werd de single Tell Me It's Over uitgeven, de tweede single van het album Head Above Water. De derde single, Dumb Blonde, verscheen op 12 februari 2019 en was een samenwerking met rapper Nicki Minaj . Drie dagen later, op 15 februari, kwam het album uit. Op 28 juni 2019 werd I Fell in Love with the Devil, de vierde single van het album, uitgegeven.

## Andere activiteiten

### Parfum
Sinds eind 2009 heeft Lavigne een parfum: Black Star. Het geurtje ruikt naar bloemen en fruit. In juni 2010 kwam er een nieuw geurtje uit, Forbidden Rose. Op 15 augustus 2011 bracht Avril haar derde parfum uit, dat Wild Rose heet.

### Kledinglijn
Sinds 2008 heeft Avril een eigen kledinglijn, Abbey Dawn. Deze lijn heeft ze zelf opgestart en ze ontwerpt de kleren zelf. Het is bedoeld voor tienermeisjes, en helemaal op Avrils stijl gebaseerd. Ze draagt de kleren dan ook zelf in videoclips, tijdens evenementen en op straat. Abbey begon als een onderdeel van Kohl's. Abbey Dawn was de bijnaam die ze vroeger kreeg van haar vader. Ze wilde de naam gebruiken voor haar eerste kind, maar uiteindelijk is het naar dit project gegaan. Avril draagt de naam, tevens het logo van de lijn, als een tatoeage op haar arm.
Sinds de start van de Abbey Dawn-site, die levert naar landen over de hele wereld, wordt de kledinglijn niet meer verkocht bij Kohl's. Er is in Japan wel een Abbey Dawnwinkel, en dat is dan ook de enige winkel waar ze nog Abbey Dawn verkopen. Lavigne had ook een Alice in Wonderland-collectie. Ze is van plan in 2011 elke maand een kleine collectie uit te brengen.
Ondertussen wordt Abbey Dawn ook verkocht in vele andere landen in Europa, waaronder Nederland en België. Het is onduidelijk of de kledinglijn nog een nieuwe collectie zal maken. De laatste collectie was lente 2013.

## Discografie

### Albums
| Album met eventuele hitnotering(en) in de Nederlandse Album Top 100 | Datum van verschijnen | Datum van binnenkomst | Hoogste positie | Aantal weken | Opmerkingen |
| ------------------------------------------------------------------- | --------------------- | --------------------- | --------------- | ------------ | ----------- |
| Let go                                                              | 04-06-2002            | 14-09-2002            | 4               | 65           |             |
| Under my skin                                                       | 19-05-2004            | 29-05-2004            | 13              | 33           |             |
| The best damn thing                                                 | 13-04-2007            | 21-04-2007            | 8               | 23           |             |
| Goodbye lullaby                                                     | 02-03-2011            | 12-03-2011            | 11              | 7            |             |
| Avril Lavigne                                                       | 01-11-2013            | 09-11-2013            | 23              | 2            |             |
| Head above water                                                    | 15-02-2019            | 23-02-2019            | 18              | 2            |             |

| Album met hitnotering(en) in de Vlaamse Ultratop 200 albums | Datum van verschijnen | Datum van binnenkomst | Hoogste positie | Aantal weken | Opmerkingen |
| ----------------------------------------------------------- | --------------------- | --------------------- | --------------- | ------------ | ----------- |
| Let go                                                      | 04-06-2002            | 21-09-2002            | 7               | 47           |             |
| Under my skin                                               | 19-05-2004            | 29-05-2004            | 5               | 35           |             |
| The best damn thing                                         | 13-04-2007            | 21-04-2007            | 9               | 39           |             |
| Goodbye lullaby                                             | 02-03-2011            | 12-03-2011            | 11              | 31           |             |
| Avril Lavigne                                               | 01-11-2013            | 09-11-2013            | 36              | 10           |             |
| Head above water                                            | 15-02-2019            | 23-02-2019            | 12              | 3            |             |
| Love Sux                                                    | 25-02-2022            | 05-03-2022            | 9               | 1*           |             |

### Singles
| Single met eventuele hitnotering(en) in de Nederlandse Top 40 | Datum van verschijnen | Datum van binnenkomst | Hoogste positie | Aantal weken | Opmerkingen                                                 |
| ------------------------------------------------------------- | --------------------- | --------------------- | --------------- | ------------ | ----------------------------------------------------------- |
| Complicated                                                   | 08-07-2002            | 31-08-2002            | 2               | 16           | Nr. 4 in de Single Top 100 / Alarmschijf                    |
| Sk8er Boi                                                     | 28-10-2002            | 14-12-2002            | 6               | 12           | Nr. 11 in de Single Top 100 / Alarmschijf                   |
| I'm with You                                                  | 19-11-2002            | 08-03-2003            | 9               | 10           | Nr. 18 in de Single Top 100 / Alarmschijf                   |
| Losing Grip                                                   | 01-04-2003            | 28-06-2003            | 8               | 5            | Nr. 38 in de Single Top 100 / Alarmschijf                   |
| Don't Tell Me                                                 | 16-03-2004            | 01-05-2004            | 8               | 8            | Nr. 20 in de Single Top 100 / Alarmschijf                   |
| My Happy Ending                                               | 24-06-2004            | 07-08-2004            | 13              | 9            | Nr. 12 in de Single Top 100                                 |
| Nobody's Home                                                 | 04-11-2004            | 04-12-2004            | 37              | 3            | Nr. 66 in de Single Top 100                                 |
| He Wasn't                                                     | 28-03-2005            | 09-04-2005            | tip9            | -            | Nr. 99 in de Single Top 100                                 |
| Girlfriend                                                    | 27-07-2007            | 10-03-2007            | tip1            | -            | Nr. 34 in de Single Top 100                                 |
| When You're Gone                                              | 19-06-2007            | 16-06-2007            | tip2            | -            | Nr. 57 in de Single Top 100                                 |
| Hot                                                           | 02-10-2007            | 24-11-2007            | tip15           | -            |                                                             |
| Alice                                                         | 29-01-2010            | 13-03-2010            | tip11           | -            | Titelsong Alice in Wonderland / Nr. 99 in de Single Top 100 |
| What the Hell                                                 | 10-01-2011            | 12-03-2011            | 30              | 4            | Nr. 51 in de Single Top 100                                 |
| Here's to Never Growing Up                                    | 09-04-2013            | 27-04-2013            | 28              | 5            | Nr. 85 in de Single Top 100 / Alarmschijf                   |
| Let Me Go                                                     | 15-10-2013            | 26-10-2013            | tip13           | -            | met Chad Kroeger                                            |
| Bite me                                                       | 2021                  | 20-11-2021            | tip23           |              |                                                             |
| Young & Dumb                                                  | 2025                  | 09-05-2025            | -               | -            | met Simple Plan                                             |

| Single met hitnotering(en) in de Vlaamse Ultratop 50 | Datum van verschijnen | Datum van binnenkomst | Hoogste positie | Aantal weken | Opmerkingen                   |
| ---------------------------------------------------- | --------------------- | --------------------- | --------------- | ------------ | ----------------------------- |
| Complicated                                          | 2002                  | 07-09-2002            | 3               | 20           | Nr. 3 in de Radio 2 Top 30    |
| Sk8er Boi                                            | 2002                  | 21-12-2002            | 7               | 14           |                               |
| I'm with You                                         | 2003                  | 22-03-2003            | 9               | 13           | Nr. 5 in de Radio 2 Top 30    |
| Losing Grip                                          | 2003                  | 19-07-2003            | 48              | 3            |                               |
| Don't Tell Me                                        | 2004                  | 08-05-2004            | 22              | 5            |                               |
| My Happy Ending                                      | 2004                  | 14-08-2004            | 30              | 11           |                               |
| Nobody's Home                                        | 2004                  | 18-12-2004            | tip1            | -            |                               |
| He Wasn't                                            | 2005                  | 23-04-2005            | tip2            | -            |                               |
| Girlfriend                                           | 2007                  | 07-04-2007            | 8               | 19           |                               |
| When You're Gone                                     | 2007                  | 01-09-2007            | 31              | 8            |                               |
| Hot                                                  | 2007                  | 17-11-2007            | tip7            | -            |                               |
| The best damn thing                                  | 2008                  | 07-06-2008            | tip14           | -            |                               |
| Alice                                                | 2010                  | 10-04-2010            | tip19           | -            | Titelsong Alice in Wonderland |
| What the Hell                                        | 2010                  | 29-01-2011            | 16              | 11           |                               |
| Smile                                                | 2011                  | 14-05-2011            | tip2            | -            |                               |
| Wish You Were Here                                   | 2011                  | 17-09-2011            | tip4            | -            | Nr. 18 in de Radio 2 Top 30   |
| Here's to Never Growing Up                           | 2013                  | 13-04-2013            | tip10           | -            |                               |
| Rock N Roll                                          | 2013                  | 31-08-2013            | tip17           | -            |                               |
| Let Me Go                                            | 2013                  | 26-10-2013            | tip7            | -            | met Chad Kroeger              |
| Head Above Water                                     | 2018                  | 29-09-2018            | tip35           | -            |                               |
| Tell Me It's Over                                    | 2018                  | 29-12-2018            | tip             | -            |                               |
| I'm a Mess                                           | 2022                  | 03-11-2022            | 44              | 2            | met YUNGBLUD                  |

### Dvd's
| Dvd's met hitnoteringen in de DVD Top 30 | Datum van verschijnen' | Datum van binnenkomst | Hoogste positie | Aantal weken | Opmerkingen |
| ---------------------------------------- | ---------------------- | --------------------- | --------------- | ------------ | ----------- |
| My world                                 | 2003                   | 15-11-2003            | 30              | 1            |             |
| The best damn tour 2008 Live in Toronto  | 2008                   | 13-09-2008            | 9               | 5            |             |

### B-sides
Opgenomen als soundtrack voor films of als bonusnummers op cd's (kunnen per land verschillen)
- "All You Will Never Know"
- "Alone"
- "Bad Reputation"
- "Daydream"
- "Falling down"
- "Falling Into History"
- "Get Over It"
- "Headset"
- "How you remind me"
- "I Always Get What I Want"
- "I Don't Give (A Damn)"
- "Imagine"
- "I Will Be"
- "Kiss Me (Acoustic)"
- "Knocking On Heavens Door"
- "Let Go"
- "Make Up"
- "Move Your Little Self On"
- "No One Needs To Know "
- "Not The Only One"
- "O Holy Night" (met Chantal Kreviazuk)
- "Once And For Real"
- "SpongeBob Squarepants Theme"
- "Stay (Be The One)"
- "Take It"
- "Take Me Away (demoversie)"
- "Temple Of Life" (met Stephen Medd)
- "The Quinte Spirit" (met Stephen Medd en Stephanie Trott)
- "Things I'll Never Say (Matrix edit)"
- "Think About It"
- "Tomorrow You Didn't"
- "Touch The Sky" (met Stephen Medd)
- "Two Rivers" (met Stephen Medd)
- "Why"
- "Won't Let You Go"
- "World to Me" (met Stephen Medd)
- "You Never Satisfy Me"

### Live covers
- "Adia (Sarah McLachlan-cover)"
- "All The Small Things (Blink 182-cover)"
- "American Idiot (Green Day-cover)"
- "Basketcase (Green Day-cover)"
- "Chop Suey (System Of A Down-cover)"
- "Fix you (Coldplay-cover)"
- "Fuel (Metallica-cover)"
- "Imagine (John Lennon-cover)"
- "Iris ft. The Goo Goo Dolls"
- "Ironic ft. Alanis Morissette"
- "Knocking on heaven's door (Bob Dylan-cover)"
- "The Scientist (Coldplay-cover)"
- "Tik Tok (Kesha-cover)"
- "You Were Mine (Dixie Chicks-cover)"

Het nummer "Girlfriend" is opgenomen in zeven talen en er bestaat een remix met rapper Lil' Mama van.

## Filmografie
- Over the Hedge - Heather (2006, stemrol)
- Fast Food Nation - Alice (2006)
- The Flock - Beatrice Bell (2007)
- Charming - Sneeuwwitje (2018, stemrol)